# Dampvalley-Saint-Pancras
Dampvalley-Saint-Pancras település Franciaországban, Haute-Saône megyében. Lakosainak száma 45 fő (2022. január 1.). Dampvalley-Saint-Pancras Anjeux, Betoncourt-Saint-Pancras, Cuve, Girefontaine és Fontenoy-le-Château községekkel határos.

## Népesség
A település népességének változása:
| Lakosok száma | 46   | 36   | 35   | 32   | 35   | 39   | 42   | 43   | 45   |
|               | 2013 | 2015 | 2016 | 2017 | 2018 | 2019 | 2020 | 2021 | 2022 |